# Libera (canção)
"Libera" (tradução portuguesa : "Livre") foi a canção italiana no Festival Eurovisão da Canção 1977 interpretada em italiano por Mia Martini, na época uma das mais famosas cantoras italianas co êxitos como "Padre davvero...", "Gesù è mio fratello" , "Credo", "Piccolo uomo", "Donna sola" , "Minuetto", "Il guerriero" , "Inno", "Al mondo", "Donna con te", "L'amore è il mio orizzonte", "Che vuoi che sia...se t'ho aspettato tanto", entre 1971 e 1976 , participou em diversos festivais de música como o de Sanremo.
"Libera" é uma canção com influências soul, com a cantora descrevendo com ela se sentia "Livre" e indicando um conjunto de coisas que ela é livre de fazer. Ela diz na canção "Eu sei bem o que quero e o que não quero/Eu tenho o meu orgulho. A canção tem notoriamente uma mensagem feminista, numa altura em que Itália se discutia a legalização do aborto. 
A referida canção tinha letra de Luigi Albertelli, música de Salvatore Fabrizi e foi orquestrada por Maurizio Fabrizio.
A canção italiana foi a 15.ª  a ser interpretada, a seguir à canção espanhola e antes da canção finlandesa Lapponia , interpretada por Monica Aspelund. No final da votação, recebeu um total de 33 pontos e classificou-se em 13.º lugar (entre 18 países participantes). A referida canção teve versões em inglês (Freedom is Today) , francês (Libre comme une femme) e espanhol (Libre).